# Hello (조용필의 음반)
《Hello》는 대한민국의 가수 조용필의 열 아홉 번째 정규 음반이다. 한국 발매반과 일본판이 존재한다.

## 배경
조용필은 2011년 위대한 탄생과 함께한 〈바람의 노래〉투어 이후 모든 활동을 중단하고 앨범 작업을 진행했고, 전작 《Over The Rainbow》(2003) 이후로는 10여년만인 2013년 3월 21일에 새 앨범 티저를 공개했다. 티저와 앨범 커버에 등장하는 앨범 타이틀 《Hello》글자는 조용필의 친필로 쓰여졌다.
앨범은 대한민국과 태국, 미국, 영국 등을 오가며 작업했고, 외국인 작곡가의 작품이 대다수를 이루고 있다. 앨범 발매일인 4월 23일에는 서울 올림픽공원 올림픽홀에서 쇼케이스 'Hello'를 개최, 앨범 수록곡과 뮤직비디오를 공개했다. 같은 날 기자회견에서 외국인 작곡가들의 참여에 대해 조용필은“국내 작곡가들한테 곡을 부탁하면 한 두달의 시간이 지나도 연락이 안 온다. 어떻게 콘셉트를 잡아야할지 잘 모르겠다며 어렵다는 고충을 토로했다”고 밝혔고, 공동 프로듀서인 MGR은 “조용필의 곡이다라고 부탁했을 때 대부분의 작곡가들이 곡 쓰는 것을 심각하게 두려워했다. 곡이 잘 나오지도 않을뿐더러 심각하고 너무 힘을 많이 준 곡들만 나왔다. 이번 앨번 콘셉트는 심각한 것이 아니어서 외국곡을 찾아보자해서 받게됐다”라고 말했고, 또 다른 프로듀서인 박병준은 "외국곡이라 해서 다 좋은 건 아니었다. 400-500곡을 며칠 동안 듣고 또 들어 골랐다. 심혈을 기울였다"라고 밝혔다.
이전과 마찬가지로 방송활동보다 공연에 집중하며 미디어에 모습을 비치는 경우는 거의 없었지만 〈Bounce〉는 지상파 음악 프로그램에서 1위를 석권했고, 한국갤럽이 조사한 '올 한해 활동한 가수 중 가장 좋아하는 가수'에서 1위를 차지하기도 하였다.

## 2013년 Hello 투어 목록
조용필은 5월 31일부터 12월까지 전국 투어에 돌입했으며, 11월 7일에는 도쿄 국제 포럼홀에서 15년 만의 일본 공연인 ‘원나잇 스페셜’을 개최했다.
- 5월 31일 ~ 6월 2일 - 올림픽체조경기장[8]
- 6월 8일 - 대전월드컵경기장
- 6월 15일 - 의정부종합운동장
- 6월 22일 - 진주종합경기장
- 6월 29일 ~ 30일 - 엑스코
- 8월 15일 - 서울 올림픽 공원(2013 슈퍼소닉 페스티벌)
- 9월 7일 - 순천시 팔마종합운동장
- 9월 14일 - 울산종합운동장
- 9월 28일 - 수원 월드컵경기장
- 10월 5일 - 고양종합운동장
- 10월 12일 - 광주 월드컵경기장
- 10월 19일 - 창원종합운동장
- 11월 7일 - 일본 도쿄 국제포럼홀(Hello Tour in Tokyo)
- 11월 30일 ~ 12월 1일 - 삼산월드체육관
- 12월 7일 ~ 8일 - 벡스코
- 12월 13일 ~ 15일 - 올림픽 체조경기장
- 12월 21일 - 엑스코

### 에피소드
2013년 6월, 경기도 용인시 성복초등학교 오용훈 교사와 4학년 5반 학생들은 〈Bounce〉를 배경으로 그림을 그려 제작한 영상을 유튜브에 업로드 했다. 이를 본 조용필은 이 초등학생들에게 19집 기념 티셔츠와 사인CD를 보냈고, 영상을 전국 투어 콘서트에 활용하기도 했다. 조용필의 선물을 받은 초등학생들은 감사의 뜻을 담아 직접 편지를 써 조용필에게 보냈고, 감동을 받은 그는 이 학생들을 9월 28일에 열렸던 수원 공연에 초대하였다. 그 외에도 〈Bounce〉비롯한 앨범 수록곡을 배경으로 한 초등학생들의 UCC영상이 제작되었다.

## 수상 내역
| 날짜             | 시상식                           | 수상                                                       |
| ---------------- | -------------------------------- | ---------------------------------------------------------- |
| 2013년 11월 14일 | 5회 《멜론 뮤직 어워드》         | 스페셜상 락 부문 - 〈Bounce〉                              |
| 2013년 11월 18일 | 4회 《대한민국 대중문화예술상》  | 은관문화훈장                                               |
| 2013년 11월 22일 | 15회 《Mnet 아시안 뮤직 어워드》 | 올해의 노래상 - 〈Bounce〉                                 |
| 2014년 1월 16일  | 28회 《골든 디스크》             | 음반 부문 본상 - 《Hello》                                 |
| 2014년 1월 23일  | 23회 《하이원 서울가요대상》     | 최고앨범상 - 《Hello》                                     |
| 2014년 2월 12일  | 3회 《가온 차트 K-POP 어워드》   | 올해의 가수상 앨범(2분기) - 《Hello》, 올해의 K-POP 공헌상 |
| 2014년 2월 28일  | 11회 《한국대중음악상》          | 올해의 노래/최우수 팝(노래 부문) - 〈Bounce〉              |

## 수록곡
| #            | 제목                       | 작사                      | 작곡                                          | 편곡                                          | 재생 시간 |
| ------------ | -------------------------- | ------------------------- | --------------------------------------------- | --------------------------------------------- | --------- |
| 1.           | 〈Bounce〉                 | 최우미                    | Marty Dodson, Alexander Holmgren, Carl Utbult | Marty Dodson, Alexander Holmgren, Carl Utbult | 3:04      |
| 2.           | 〈Hello (Feat. 버벌진트)〉 | 최우미, 버벌진트(랩 가사) | Scott Krippayne, Niclas Lundin, Maria Marcus  | Scott Krippayne, Niclas Lundin, Maria Marcus  | 3:27      |
| 3.           | 〈걷고 싶다〉              | 김이나                    | MGR                                           | MGR, 박용준, 박인영                           | 4:41      |
| 4.           | 〈충전이 필요해〉          | 김선진, 최은              | Jeff Cohen, Niclas Lundin, Maria Marcus       | Jeff Cohen, Niclas Lundin, Maria Marcus       | 3:23      |
| 5.           | 〈서툰 바람〉              | 하기                      | 하기, 박병준                                  | 박병준, Tommy Kim                             | 4:13      |
| 6.           | 〈말해볼까〉               | 양재선                    | Neil Athale, Jorge Mhondera, Derek Mcdonald   | Neil Athale, Jorge Mhondera, Derek Mcdonald   | 4:04      |
| 7.           | 〈널 만나면〉              | 김선진                    | herOism, Matthew Gerrard, Kult Schneider      | Matthew Gerrard                               | 3:23      |
| 8.           | 〈어느날 귀로(歸路)에서〉  | 송호근                    | 조용필                                        | 박병준, 박인영                                | 4:22      |
| 9.           | 〈설렘〉                   | 최은, 이종희              | Neil Athale, Mike Hough, Daniel De Bourg      |                                               | 3:45      |
| 10.          | 〈그리운 것은〉            | 최우미                    | MGR, 박원준                                   | 김현서, 박인영                                | 3:51      |
| 총 재생 시간 | 총 재생 시간               | 총 재생 시간              | 총 재생 시간                                  | 총 재생 시간                                  | 38:13     |

### 일본반
1. BOUNCE (Full Japanese Version)
2. HELLO Feat. 택연 from 2PM (Full Japanese Version)
3. 歩きたい (Full Japanese Version) - 걷고 싶다
4. チュンジョニ ピリョヘ(充電が必要だ) - 충전이 필요해
5. ソトゥン バラム(下手な希望) - 서툰 바람
6. マレボルカ(言ってみようか) - 말해볼까
7. ノル マンナミョン(君に逢えば) - 널 만나면
8. オヌ ナル ギロエソ(ある日、帰路で) - 어느 날 귀로에서
9. ソレム(ときめき) - 설렘
10. グリウン ゴスン(懐かしいのは) - 그리운 것은
11. BOUNCE (Korean Original Version)
12. HELLO Feat.Verbal Jint (Korean Original Version)
13. ゴッコシプタ(歩きたい) (Korean Original Version)

한정판 (1CD+1DVD)
CD
1. BOUNCE (Full Japanese Version)
2. HELLO Feat. TAECYEON from 2PM (Full Japanese Version)
3. 歩きたい (Full Japanese Version)
4. チュンジョニ ピリョヘ(充電が必要だ)
5. ソトゥン バラム(下手な希望)
6. マレボルカ(言ってみようか)
7. ノル マンナミョン(君に逢えば)
8. オヌ ナル ギロエソ(ある日、帰路で)
9. ソレム(ときめき)
10. グリウン ゴスン(懐かしいのは)
11. BOUNCE (Korean Original Version)
12. HELLO Feat.Verbal Jint (Korean Original Version)
13. ゴッコシプタ(歩きたい) (Korean Original Version)

DVD
1. HELLO Feat. TAECYEON from 2PM Music Video (Japan Edition Version)
2. ゴッコシプタ(歩きたい) Music Video (Original Version)
3. Korea Tour Live ダイジェスト映像 BOUNCE ~夢~モナリザ~旅に出よう
코리아 투어 라이브 다이제스트 영상 BOUNCE ~꿈~모나리자~여행을떠나요

## 참여
이 목록은 앨범 부클릿의 곡 목록과 〈Album Credits〉에서 발췌하였다.
| - 조용필 - 이그제큐티브 프로듀서, 보컬/백 보컬(1~10), A&R 세션, 스탭 - Alexander Holmgren - 피아노/건반 악기(1), 기타(1), 프로그래밍(1) - 박용준 - 피아노/건반 악기(1, 3, 8) - 이성렬 - 기타(1~4, 10) - 이태윤 - 베이스(1, 8) - 하형주 - 드럼(1, 2, 4, 6, 8~10) - MGR - 프로그래밍(1, 8, 10), 녹음 - Niclas Lundin - 기타(2, 4), 베이스(4), 백 보컬(4) - Maria Marcus - 건반/프로그래밍(2, 4) - 최훈 - 베이스(2~6, 9, 10) - Scott Krippayne - 백 보컬(2, 4) - 신석철 - 드럼(3) - 박인영 - 브라스 프로그래밍(3) - 융 String - 현악(3, 8, 10) - 최태완 - 건반(5, 6, 8, 9), 피아노(8) - Tommy Kim - 기타(5, 6, 9) - 박병준 - 프로그래밍(5, 8, 9), 녹음 - 백건양 - 백 보컬(5, 9) - Neil Athale - 건반(6, 9), 기타(6, 9), 프로그래밍(6, 9) - Matthew Gerrard - 모든 악기(7) - 최희선 - 기타(8) - Richard Craker - 기타(10) - James Lamd - 백 보컬(10) - 김현서 - 프로그래밍(10) - 박원준 - 프로그래밍(10) | 스탭 - MGR/박병준 - 프로듀서, A&R - 조재성 - 프로젝트 계획(감독) - 박현우 - 프로젝트 계획(매니저) - Pil Records(김유리, 장호서, 안은지, 이종희, 최성욱) - 프로젝트 계획 - 김우현, Bobo Ekangsi, Tony Suttitanakul, Brendan Davies, 노양수, 오성근, 송주용, 백경훈 - 녹음 - RMC 스튜디오(노스할리우드), 카르마 사운드 스튜디오(태국), 메트로폴리스 스튜디오(영국), 레드 브릭 스튜디오 - 믹싱 스튜디오 - Tony Maserati, Chris Tabron - 믹싱 - Chris Gehringer(Sterling Sound, 뉴욕), Ian Cooper(메트로폴리스 스튜디오) - 마스터링 - Chris Craker(CEO), Supisa Williamson(매니저) - 믹싱 섭외(카르마 사운드 스튜디오) - 노건식, Hitoshi Yoshioka - 마스터링 섭외(메트로폴리스 스튜디오) - Lumpens(룸펜스) - 〈Hello〉뮤직비디오 - 유니버설 뮤직 - 배급 - Y&D 아트 - 아트 디렉터, 디자인 |

## 차트
| 차트 (2013)               | 최고 순위 |
| ------------------------- | --------- |
| 대한민국 (가온 앨범 차트) | 1         |

| 차트 (2013)               | 최고 순위 |
| ------------------------- | --------- |
| 대한민국 (가온 앨범 차트) | 5         |